# Nova Luzitânia
Nova Luzitânia é um município brasileiro do estado de São Paulo. A cidade tem uma população de 2.837 habitantes (IBGE/2022).

## Demografia

### População
| Crescimento populacional                             | Crescimento populacional | Crescimento populacional | Crescimento populacional |
| Ano                                                  | População Total          |                          | %±                       |
| ---------------------------------------------------- | ------------------------ | ------------------------ | ------------------------ |
| 1970                                                 | 2 678                    |                          | —                        |
| 1980                                                 | 1 970                    |                          | −26,4%                   |
| 1991                                                 | 2 646                    |                          | 34,3%                    |
| 2000                                                 | 2 749                    |                          | 3,9%                     |
| 2010                                                 | 3 441                    |                          | 25,2%                    |
| 2022                                                 | 2 837                    |                          | −17,6%                   |
| Est. 2024                                            | 2 838                    | [ 5 ]                    | 0,0%                     |
| Fontes: Censos Demográficos IBGE e Estimativas SEADE |                          |                          |                          |

### Dados demográficos
Dados do Censo - 2010
População Total: 3.441
- Urbana: 3.087
- Rural: 354
- Homens: 1.820[9]
- Mulheres: 1.621

Densidade demográfica (hab./km²): 46,46
Dados do Censo - 2000
Mortalidade infantil até 1 ano (por mil): 21,96
Expectativa de vida (anos): 68,26
Taxa de fecundidade (filhos por mulher): 1,96
Taxa de Alfabetização: 84,55%
Índice de Desenvolvimento Humano (IDH-M): 0,740
- IDH-M Renda: 0,671
- IDH-M Longevidade: 0,721
- IDH-M Educação: 0,828

(Fonte: IPEADATA)

## Geografia
Localiza-se a uma latitude 20º51'22" sul e a uma longitude 50º15'42" oeste, estando a uma altitude de 420 metros. Possui uma área de 74,1 km².

## Infraestrutura

### Comunicações
O sistema de telefones automáticos foi inaugurado na cidade em 1985 pela Telecomunicações de São Paulo (TELESP), que também implantou o sistema de discagem direta à distância (DDD) em 1989 com o código de área (0174). Anteriormente a cidade era atendida pela Companhia de Telecomunicações do Estado de São Paulo (COTESP).
Na década de 90 o código DDD da cidade foi alterado para (017), para padronização do sistema telefônico com a telefonia celular que estava sendo implantada em todo o estado.

## Administração

### Cronologia
14ª Legislatura: 1 de janeiro de 2021 a 31 de dezembro de 2024: Prefeito: Miguel José Araújo Junior

13ª Legislatura: 1 de janeiro de 2017 a 31 de dezembro de 2020: Prefeito: Laerte Aparecido Rocha

12ª Legislatura: 1 de janeiro de 2013 a 31 de dezembro de 2016:  Prefeito: Germiro Ferreira Lima

11ª Legislatura: 1 de janeiro de 2009 a 31 de dezembro de 2012: Prefeito: Germiro Ferreira Lima

10ª Legislatura: 1 de janeiro de 2005 a 31 de dezembro de 2008: Prefeito: Laerte Aparecido Rocha

9ª Legislatura: 1 de janeiro de 2001 a 31 de dezembro de 2004: Prefeito: Laerte Aparecido Rocha

8ª Legislatura: 1 de janeiro de 1997 a 31 de dezembro de 2000: Prefeito: Ernesto Bartolomeu

7ª Legislatura: 1 de janeiro de 1993 a 31 de dezembro de 1996: Prefeito: Edwiges Malavazi Cavalini

6ª Legislatura: 1 de janeiro de 1989 a 31 de dezembro de 1992: Prefeito: Ernesto Bartolomeu

5ª Legislatura: 1 de fevereiro de 1983 a 31 de dezembro de 1988: Prefeito: Osvaldo Bailão

4ª Legislatura: 1 de fevereiro de 1977 a 31 de janeiro de 1983: Prefeito: Ernesto Bartolomeu

3ª Legislatura: 31 de janeiro de 1973 a 31 de janeiro de 1977: Prefeito: José Tiago Rodrigues

2ª Legislatura: 22 de março de 1969 a 30 de janeiro de 1973: Prefeito: Miguel Carolino Barbosa

1ª Legislatura: 21 de março de 1965 a 21 de março de 1969: Prefeito: Ernesto Bartolomeu

## Símbolos municipais

### Hino
Letra: Erickson Martins

Música: André de Paula Rodrigues

Lei n° 862/2003 - 22 de maio de 2003
Terra luz, de divino esplendor, 

De resplandecente paz. 

Tua gente, teu primor, 

Ouro que em teu seio jaz.
Tão florido são teus campos, 

Do outono a primavera. 

De ricos sonhos tantos, 

Do povo que te venera.
A garra dessa gente

Faz crescer a cada dia. 

O olhar seguro a frente, 

Novos tempos pressagia.
Nova Luzitânia, 

Por ti vale a pena canar:
Nova Luzitânia, que te guarde, 

Bem dentro do coração, 

E ostente o estandarte
Que ostenta o teu brasão, 

Cada filho que te ama

Sem medida ou condição. 

Cada planta que, em teu solo, 

Tem a honra de nascer, 

Sabe-se sem receio, 

Que virá a florescer.
Pois teu solo, tão fecundo, 

Alimenta os filhos teus. 

Em nenhum lugar no mundo, 

Há fartos frutos com os teus.
Em plena liberdade, 

Tuas crianças vão crescer. 

Cidade de verdade, 

Do mais belo alvorecer.
Nova Luzitânia, 

Por ti vale a pena cantar:
Nova Luzitânia, que te guarde, 

Bem dentro do coração, 

E ostente o estandarte

Que ostenta o teu brasão, 

Cada filho que te ama

Sem medida ou condição.

## Religião
O Cristianismo se faz presente na cidade da seguinte forma:

### Igreja Católica
- A igreja faz parte da Diocese de Votuporanga.[14]

### Igrejas Evangélicas
- Assembleia de Deus Ministério do Belém.[15][16]
- Congregação Cristã no Brasil.[17]
- Igreja do Evangelho Quadrangular
- Igreja Pentecostal Deus é Amor
- Igreja Evangélica Pentecostal Creio Eu na Bíblia
- Igreja Adventista do Sétimo Dia